# Number 1’s (album Destiny’s Child)
#1’s – album kompilacyjny, podsumowujący siedmioletnią działalność girlsbandu Destiny’s Child. Znajdują się na niej piosenki, które znalazły się na pierwszych miejscach list przebojów oraz trzy nowe utwory.
Album został wydany 25 października 2005 roku. Znalazł się na 1. pozycji „Billboard Album Chart” i na 6. „UK Album Chart”. Jest to najlepiej sprzedający się album z hitami wydany przez dziewczęcą grupę.

## Lista utworów
1. „Stand Up for Love (2005 World Children’s Day Anthem)” – 4:45
2. „Independent Women Part I” – 3:36
3. „Survivor” – 3:49
4. „Soldier” – 4:05
5. „Check on It” (Beyoncé ft. Slim Thug) – 3:32
6. „Jumpin’, Jumpin’” – 3:49
7. „Lose My Breath” – 3:33
8. „Say My Name” – 4:01
9. „Emotion” – 3:56
10. „Bug a Boo” – 3:23
11. „Bootylicious” – 3:29
12. „Bills, Bills, Bills” – 3:45
13. „Girl” – 3:27
14. „No, No, No Part 2 (Extended Version)” – 3:15
15. „Cater 2 U” – 4:07
16. „Feel the Same Way I Do” – 4:06

### Utwór dodatkowy edycji międzynarodowej
1. „Brown Eyes” – 4:49

### Utwory dodatkowe edycji japońskiej
1. „So Good” – 3:14
2. „Nasty Girl” – 4:18

### Edycja dwupłytowa
1. Live In Atlanta DVD Trailer
2. „No, No, No Part 2” (featuring Wyclef Jean)
3. „Say My Name”
4. „Survivor”
5. „Bootylicious”
6. „Independent Women Part I”
7. „Lose My Breath”
8. „Soldier” (featuring T.I and Lil Wayne)
9. „Cater 2 U”

## Pozycje na listach przebojów
| Lista (2005)                       | Pozycja | Certyfikat | Sprzedaż  |
| ---------------------------------- | ------- | ---------- | --------- |
| The Billboard 200 (US Album Chart) | 1       | Platyna    | 1 300 000 |
| The Official UK Album Chart        | 6       | Platyna    | 300 000   |
| Argentina CAPIF                    | –       | Złoto      | 20 000    |
| The Australian ARIA chart          | 10      | Platyna    | 70 000    |
| New Zealand Album Chart (RIANZ)    | 3       | Platyna    | 15 000    |
| Philippines Album Chart            | 1       | 9x Diament | 900 000   |
| Swedish Album Charts               | 35      | –          | –         |